# Bruno Ravnikar
Bruno Ravnikar, slovenski inženir, fizik, akustik/muzikolog in pedagog, * 22. julij 1930, Ljubljana, † 3. junij 2023, Novo mesto.
Predaval je na Oddelku za muzikologijo Filozofske fakultete Univerze v Ljubljani. Veliko se je ukvarjal z akustiko v inženirstvu, v prostorih- dvoranah in pri glasbenih instrumentih. Leta 1967 je ustanovil tudi znano ljubljansko folklorno skupino Emona, ki več desetletij deluje v kulturnem življenju Ljubljane. Bil je pobudnik začetkov mednarodnega folklornega festivala Folkart v Mariboru, iz katerega je zrasel Festival Lent v Mariboru, in pod njegovim budnim očesom je Folkart prerasel v enega največjih festivalov v folklornem svetu. Krajši čas je bil tudi tehnični direktor ljubljanske Opere. Tri desetletja je bil direktor in predavatelj na Višji tehniški železniški šoli v Ljubljani. Do upokojitve je bil zaposlen v razvoju Iskre Avtomatika v Ljubljani.
Pokopan je bil na ljubljanskih Žalah.